# Municipio de Granby (Minnesota)
El municipio de Granby (en inglés: Granby Township) es un municipio ubicado en el condado de Nicollet en el estado estadounidense de Minnesota. En el año 2010 tenía una población de 246 habitantes y una densidad poblacional de 2,8 personas por km².

## Geografía
El municipio de Granby se encuentra ubicado en las coordenadas 44°19′58″N 94°11′49″O / 44.33278, -94.19694. Según la Oficina del Censo de los Estados Unidos, el municipio tiene una superficie total de 87.9 km², de la cual 67,96 km² corresponden a tierra firme y (22,69 %) 19,95 km² es agua.

## Demografía
Según el censo de 2010, había 246 personas residiendo en el municipio de Granby. La densidad de población era de 2,8 hab./km². De los 246 habitantes, el municipio de Granby estaba compuesto por el 99,59 % blancos y el 0,41 % eran de una mezcla de razas. Del total de la población el 0 % eran hispanos o latinos de cualquier raza.